# Château de Brougham
Pour les articles homonymes, voir Brougham.
Le château de Brougham est un bâtiment médiéval situé à environ 3,2 km au sud-est de Penrith. Le château a été fondé par Robert de Vieuxpont (en) au début du XIIIe siècle. Le site, à proximité de la confluence des rivières Eamont et Lowther, avait été choisi par les Romains pour y construire un fort romain appelé Brocavum (en). Le château, associé au fort, est classé monument ancien (en), sous l'appellation « fort romain de Brougham et château de Brougham ».
À l'origine, le château était composé d'un donjon en pierre, avec une enceinte protégée par un talus de terre et une palissade en bois. Lors de la construction du château, Robert Vieuxpont faisait partie du petit nombre de seigneurs fidèles au roi dans la région. Les Vieuxpont étaient une famille de puissants propriétaires terriens de l'Angleterre du Nord-Ouest et possédaient également les châteaux d'Appeby et de Brough. En 1264, le petit-fils de Robert de Vieuxpont, également prénommé Robert, fut déclaré traître et ses biens lui furent confisqués par Henri III. Le château de Brougham et les autres domaines finirent par être rendus à la famille Vieuxpont, et restèrent en leur possession jusqu'en 1269, date à laquelle les propriétés furent transmises à la famille Clifford par le lien du mariage.
Lorsque les guerres d’indépendance de l’Écosse éclatèrent en 1296, Brougham devint une base militaire importante pour Robert de Clifford. Il entreprit une refortification du château: les moyens de défense extérieurs en bois furent remplacés par des murs en pierre plus solides et plus imposants, et la grande guérite fut ajoutée. L'importance de Brougham et la renommée de Roger Clifford étaient telles que, en 1300, ce dernier accueillit Édouard Ier au château. Le deuxième Roger Clifford fut exécuté comme traître en 1322, et les propriétés familiales revinrent à Édouard II, même si la famille les récupéra lorsqu'Édouard III monta sur le trône. La région fut souvent menacée par les Écossais, et en 1388, le château fut capturé et pillé.
Par la suite, les Clifford se mirent à passer plus de temps dans leurs autres châteaux, notamment dans celui de Skipton, situé dans le Yorkshire. Brougham resta dans les mains des Clifford pendant plusieurs générations, servant par intermittence de résidence. Cependant, en 1592, George Clifford passant davantage de temps dans le sud de l'Angleterre en raison de son rôle de Queen's Champion (en), l'état du château se détériora. Il fut brièvement restauré au début du XVIIe siècle, à tel point que James Ier y fut reçu en 1617. En 1643, Lady Anne Clifford hérita des domaines, parmi eux, les châteaux de Brougham, Appleby et Brough, et elle entreprit de les restaurer. Le château de Brougham fut maintenu en bon état pendant une courte période après la mort de Lady Anne en 1676; cependant, le comte de Thanet (en), qui avait hérité des propriétés de la famille Clifford, vendit le mobilier en 1714. La carcasse vide fut laissée à la pourriture car l'entretien était trop coûteux. Les ruines du château de Brougham inspirèrent un tableau de J.M.W. Turner et furent mentionnées au début du poème de William Wordsworth intitulé Le Prélude. Dans les années 1930, le château était géré par le Ministry of Works (en) et est aujourd'hui entretenu par son successeur, l'English Heritage.

## Contexte

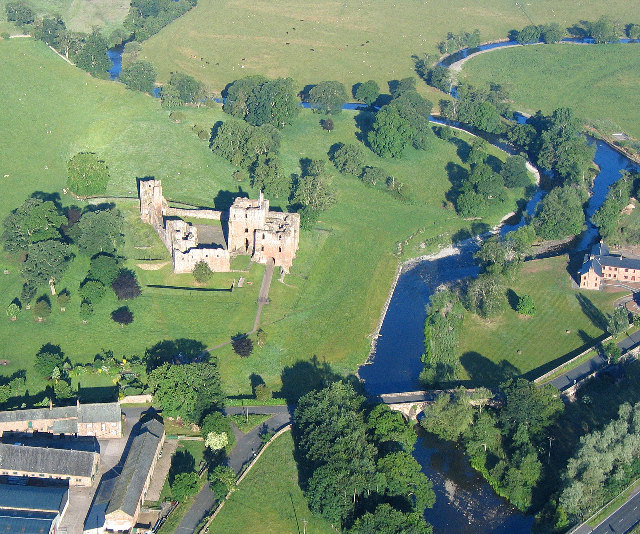
Le château de Brougham a été construit sur la partie nord d'un fort romain, près de la confluence des rivières Eamont et Lowther.

Le site du château de Brougham est fortifié depuis l'érection par les Romains du fort de Brocavum à l'intersection de trois voies romaines. Avec les rivières Eamont et Lowther coulant à proximité et se rencontrant à l'ouest, le site possédait des défenses naturelles et la région était fertile et facile à cultiver. Un vicus se développa autour du fort. Lorsque les Angles arrivèrent dans cet endroit, ils le nommèrent Brougham, signifiant « le village près du fort ». Entre la fin de la domination romaine au début du Ve siècle et la conquête normande à la fin du XIe siècle, le Cumbria était une zone turbulente . Bien que le site fût un lieu défendable, il n'existe aucune preuve attestant d'une refortification de Brougham à cette période. En 1092, Guillaume II (aussi connu sous le nom de Guillaume le Roux) captura le Cumbria, au sud du Solway Firth, et établit une nouvelle frontière à l'extrême nord de Brougham. Le site de Brougham demeura non fortifié. Le château de Carlisle fixa la frontière, et les châteaux d'Appleby et de Brough, tous deux situés au sud-est de Brougham, protégèrent la ligne de communication allant de Carlisle jusqu'au Yorkshire. En 1203, la baronnie du Westmorland, comprenant Appleby, Brough, et Brougham, fut accordée à Robert de Vieuxpont (en) par le roi Jean. Favori de Jean, Vieuxpont faisait partie des quelques seigneurs qui lui étaient restés fidèles dans le nord de l'Angleterre où les habitants, devenus tellement mécontents de l'autorité exercée par le roi, avaient fini par se révolter. Vers 1214, Vieuxpont prit le contrôle de la plupart des terres ainsi que de la moitié de la seigneurie de Brougham. Ce fut dans cette atmosphère de malaise que le château de Brougham fut fondé.

## Sous les Vieuxpont
Vieuxpont était l'un des rares partisans du roi dans le nord de l'Angleterre, il commença probablement la construction du château de Brougham dès l'acquisition du terrain. À ce stade, le château était entouré d'un talus de terre surmonté d'une palissade de bois. Les trois premiers étages du donjon en pierre datent de cette période. L'accès au premier étage se faisait par un avant-corps. À l'est de ce dernier se trouvait une structure en pierre. Construire en pierre était un processus coûteux et fastidieux. Il n'existe pas d'archives mentionnant le côut de la construction du château, mais il en existe concernant d'autres constructions en pierre. Par exemple, le donjon du château de Peveril, dans le Derbyshire, datant de la fin du XIIe siècle, aurait coûté environ 200 £ et, sur une échelle beaucoup plus importante, il y a également le vaste château Gaillard qui a un coût estimé entre 15 000 £ et 20 000 £ et dont la construction a nécessité plusieurs années.
En 1216, lorsqu'une armée écossaise envahit la vallée de l'Eden et qu'Alan de Galloway occupa le Westmorland, le château de Brougham ne joua aucun rôle dans la défense du comté, probablement parce qu'il était inachevé. La construction aurait été suspendue jusqu'au retrait d'Alan en 1217. Vieuxpont se vit attribuer le contrôle des revenus du roi du Cumberland, et ceux-ci contribuèrent au financement de la construction du château. Le château de Brougham fut construit dans la partie nord de l'ancien fort romain, et la pierre issue des ruines fut probablement utilisée pour aider à construire le château. À la mort de Robert de Vieuxpont en 1228, étant donné que John, son fils unique, était mineur, ses biens furent confiés à un tuteur.
John de Vieuxpont mourut en 1241, avant sa majorité. Son fils Robert, le nouvel héritier, était trop jeune pour hériter, les terres de la famille demeurèrent donc sous tutelle. Pendant ce temps, les domaines dont faisait probablement partie le château de Brougham, tombèrent en ruines. Lorsque Robert de Vieuxpont atteignit sa majorité en 1257, il hérita de dettes considérables. Il fut l'un des seigneurs du nord qui se révoltèrent pour soutenir Simon de Montfort lors de la Seconde Guerre des barons (1264-1267). En juin 1264, Vieuxpont mourut et, étant considéré comme un traître, ses biens furent confisqués par le roi Henri III. En 1266, le roi gracia Vieuxpont à titre posthume, et ses deux filles héritèrent des propriétés familiales. Les tuteurs des deux filles, qui étaient à cette époque trop jeunes pour se marier, divisèrent les terres appartenant aux Vieuxpont avec l'espoir qu'ils en deviendraient propriétaires par le lien du mariage. Isabel Vieuxpont fut donnée en mariage à Roger Clifford, le fils de son tuteur, et avec elle, le Shérif du Westmorland et les châteaux de Brougham et d'Appleby furent transférés aux Clifford.

## La famille Clifford

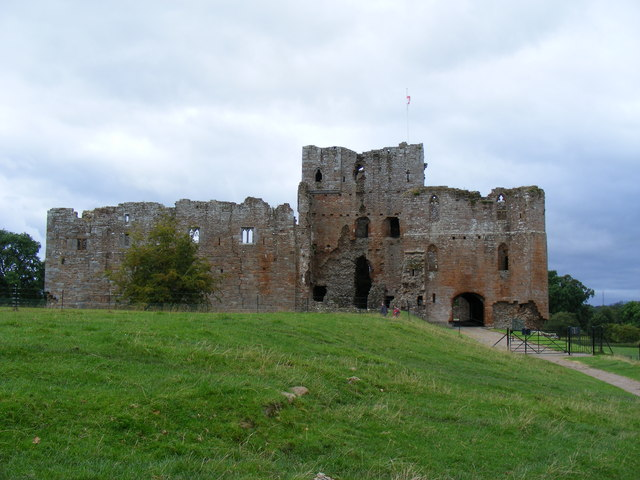
Côté est du château de Brougham. La guérite (à droite) fut construite par Robert de Clifford, tout comme le mur de pierre entourant le château. Le donjon situé à côté de la guérite est un vestige datant de la période où Robert de Vieuxpont a fondé le château de Brougham.

En 1269, Roger de Clifford épousa Isabel Vieuxpont et, le château de Brougham, ainsi que ses autres biens, furent transmis à la famille Clifford et à sa descendance. En 1283, Roger mourut et précéda sa femme qui elle, décéda en 1292. À 18 ans, leur fils Robert n'était pas assez âgé pour prendre possession de ses terres. Pendant les trois années qui précédèrent sa majorité, ses propriétés souffrirent de négligence et de braconnage. Lorsque les guerres d’indépendance de l’Écosse débutèrent en 1296, Robert de Clifford joua un rôle de premier plan dans le conflit. Le château de Brougham, étant celui de ses châteaux situés le plus au nord, devint la base la plus importante de Clifford et il y passa beaucoup de temps. Ce fut durant cette période que Clifford entreprit un vaste programme de construction. La palissade en bois entourant le site fut remplacée par une courtine en pierre. Une tour d'habitation en pierre de quatre étages, appelée Tower of League (« Tour de la Ligue » en français), fut construite dans le coin sud-ouest du château. Le donjon fut doté d'un quatrième étage et d'une double guérite attachée sur le côté nord. La construction d'une nouvelle salle en pierre au sud du donjon peut indiquer que pendant la guerre, la garnison était plus importante qu'en période de paix, ou peut-être a-t-elle été construite en prévision d'une visite royale ?
En juillet 1300, Édouard Ier - lui-même considéré comme un constructeur de château renommé - visita Brougham, accompagné de nombreux partisans ainsi que du prince de Galles. Bien que l'on ne sache pas si le roi séjourna au château, les historiens pensent qu'il est fort probable. En 1309, Robert deClifford obtint une licence pour créneler (en) le château de Brougham ; cela fut considéré comme un indice indiquant qu'à ce stade, la reconstruction était achevée. Ces « permis pour créneler » autorisaient en effet une personne à fortifier un site. Ils constituaient également une preuve d'une relation avec le monarque ou d'une faveur de ce dernier qui était le seul responsable de l'octroi de ce permis.
Édouard Ier mourut en 1307, et l'attention d'Édouard II, son successeur, fut détournée de la guerre menée contre l'Écosse en raison des querelles internes, permettant ainsi aux Écossais de se déplacer plus au sud de l'Angleterre. En 1310 ou 1311, Robert de Clifford hérita du château de Skipton; il était plus éloigné de la frontière que celui de Brougham et, au moment où les raids écossais ravageaient le Westmorland, Clifford choisit de passer davantage de temps et de consacrer plus d'efforts dans la construction de Skipton. Clifford fut tué en 1314 lors de la bataille de Bannockburn qui mit fin à la contre-offensive anglaise en Écosse. À la mort de Robert, son fils, Roger de Clifford, 2e baron de Clifford, n'avait que 14 ans et n'était pas assez âgé pour hériter. Par conséquent, les domaines appartenant à la famille Clifford connurent une autre période de contrôle effectuée par des tuteurs et subirent des raids écossais, à tel point qu'en 1317, le roi donna à Roger 200 £ pour l'entretien de ses châteaux. Bartholomew de Badlesmere était responsable de l'entretien du château de Brougham et d'autres propriétés des Clifford, dont le château d'Appleby. Entre 1316 et 1318, il dépensa 363 £ pour les garnisons de Brougham et d'Appleby, bien que soutenu par le roi qui donna 1 270 £ en vue de leur entretien. Les domaines de la famille Clifford ne permettaient pas de collecter aisément des fonds pour payer la garnison, et ils furent accusés de braconnage et de pillage. En 1320, Roger de Clifford reçut son héritage mais ce fut à Skipton qu'il passa probablement le plus de temps. Considéré comme traître, il fut exécuté en 1322 après avoir été capturé lors de la bataille de Boroughbridge. Le château de Brougham faisait partie des biens appartenant à Clifford qui avaient été confisqués et donnés à Andrew Harclay pour soutenir le roi contre l'insurrection. Cependant, en 1323, Harclay fut également exécuté pour trahison et le château revint à Édouard II. En mai 1323, une trêve fut signée entre les Écossais et les Anglais, et par conséquent, le nombre d'hommes composant la garnison dans le nord de l'Angleterre diminua.

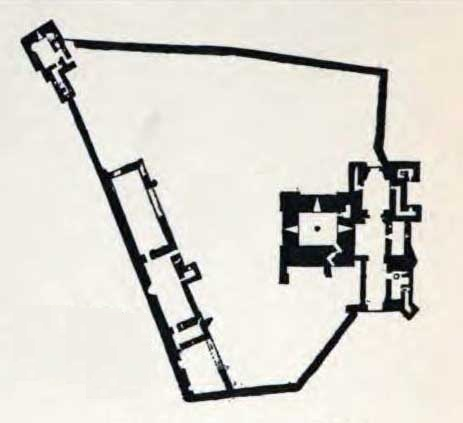
Plan du château de Brougham

Lorsqu'Édouard III remplaça Édouard II sur le trône, Robert de Clifford, frère cadet de Roger, reçut la plupart des terres qui avaient été confisquées. En 1333, Robert avait réuni sous son contrôle tous les biens ayant appartenu à la famille Vieuxpont. Les hostilités entre l'Angleterre et l'Écosse reprirent en 1332, lorsqu'Édouard Balliol envahit l'Écosse afin de s'emparer du trône écossais. Il fut expulsé d'Écosse en décembre 1333. Lorsqu'il entra dans le Westmorland, Balliol chercha refuge chez les Clifford, séjournant dans les châteaux d'Appleby, Brougham, Brough, et Pendragon. Robert de Clifford n'était pas énormémént impliqué dans la reprise du conflit, bien que prenant part à certaines batailles en 1332, 1337, et 1342. Lorsqu'à sa mort en 1344, la valeur de ses biens fut évaluée, les domaines de Brougham souffraient de la guerre, le château de Brougham étant dans un état de délabrement après avoir enduré les années 1340 sans obtenir de fonds pour son entretien. Deux minorités suivirent jusqu'en 1354, date à laquelle Roger de Clifford, atteignit sa majorité. Une autre trêve entre l'Écosse et l'Angleterre fut signée en 1357, durant cette fois-ci jusqu'en 1384. Bien que Roger de Clifford passât beaucoup de temps à Appleby - qui était la ville principale du Westmorland - il fut responsable de la reconstruction des bâtiments à usage domestique au château de Brougham, château y compris. Il reçut l'ordre du roi de maintenir une force de 40 hommes d'armes et 50 archers à cheval près de l'extrémité ouest de la région située à proximité de la frontière écossaise, et certains d'entre eux furent probablement stationnés à Brougham. La nécessité d'obtenir des logements supplémentaires fut peut-être l'une des raisons conduisant Clifford à entreprendre une reconstruction. En août 1388, les écossais lancèrent une attaque en Angleterre, avec une partie des forces avançant vers l'est -confrontant l'ennemi à la bataille d'Otterburn, dans le Northumberland - et une autre partie vers l'ouest, allant jusqu'à 32 km au sud-est de Brough. Pendant ce temps, le château de Brougham fut brièvement capturé par les forces écossaises.
Roger de Clifford mourut au château de Skipton en 1389, et la famille Clifford commença à se désintéresser du Westmorland. Les Clifford préféraient leurs propriétés du Yorkshire à leurs châteaux délabrés du Westmorland que les guerres menées contre l'Écosse avaient ravagés. Le château de Brougham ne servit apparemment pas de résidence avant 1421, date à laquelle un homme fut accusé de forger des pièces au château. Bien que l'on ait peu d'informations sur Brougham au cours de cette période, les historiens pensent qu'il est probable que des réparations aient été effectuées, et qu'il y ait eu une rivalité entre la famille Clifford et la famille Neville qui, plus tard, allait avoir des conséquences sur Brougham. L'hostilité familiale signifiait que le comte de Salisbury, un Neville, utilisa sa position de seigneur de Penrith pour contrarier les Clifford ; le maintien de la garnison du château de Brougham fut probablement maintenue grâce à sa situation géographique, non loin de Penrith. Lors de la guerre des Deux-Roses (1455-1485), les deux familles étaient dans des camps opposés, les Clifford soutenant la maison de Lancastre et les Neville la maison d'York. Lorsque le yorkiste Édouard IV usurpa le trône en 1461, les terres de John Clifford furent confisquées. En 1471, Édouard IV octroya le château de Brougham ainsi que d'autres propriétés ayant appartenu aux Clifford à William Parr. Un an plus tard, Henry Clifford (en), fils et héritier de John, fut gracié, et lorsque le lancastrien Henri Tudor renversa les yorkistes et s'empara du trône en tant qu'Henri VII, Henry Clifford appela en faveur d'un retour des biens ayant appartenu aux Clifford. Cela lui fut accordé en novembre 1485.
Henry Clifford vécut jusqu'en 1523. Sous sa direction et celle de son fils, - qui se prénommait également Henry, et qui devint plus tard comte de Cumberland - le château était parfois utilisé comme résidence pour la famille. Après la destruction du château de Brough lors d'un incendie en 1521, Brougham devint probablement le nouveau centre administratif et le centre de la seigneurie locale. En tant que comte de Cumberland, Henry contrôlait Penrith et Carlisle, bien qu'il fût un propriétaire impopulaire. Lorsque le nord de l'Angleterre se révolta lors du pèlerinage de Grâce en 1536, Henry fut l'un de ceux visés par les rebelles. Il affronta les chefs rebelles à Kirkby Stephen en février 1537, et après sa défaite, il se retira au château de Brougham. À la suite de la suppression du pèlerinage de Grâce, il y eut des réformes du gouvernement régional dans le nord-ouest. Un des résultats fut que le titre de comte de Cumberland ne donnait plus à Clifford le gardiennage de Penrith et Carlisle, le château de Brougham redevenant ainsi le château des Clifford situé le plus au nord.
Henry mourut en 1542 et son fils, Henry Clifford, 2e comte de Cumberland, hérita des propriétés familiales. Lors du soulèvement du Nord, au cours duquel les magnats catholiques se rebellèrent contre Élisabeth Ire, Henry resta fidèle à la dynastie Tudor, même si les Clifford étaient catholiques. Il démantela le château d'Appleby pour l'empêcher d'être utilisé contre les forces royales, et en même temps, il mit Brougham au service du gouvernement élisabéthain, bien qu'il n'y eût aucun conflit au château. Sous le deuxième et troisième comtes, Henry et George, le château était encore utilisé comme résidence, le troisième comte étant né au château de Brougham. Cependant, ce fut sous George que le bâtiment commença à décliner et, en 1592, il fut délaissé. George Clifford passa beaucoup de temps soit dans le sud de l'Angleterre en tant que Queen's Champion (en) ou à Skipton. Un inventaire datant de 1595 mentionnant le contenu du château démontre que la structure était négligée, peu meublée, les quelques meubles présents étant vieux et en mauvais état.

## Les douairières Clifford

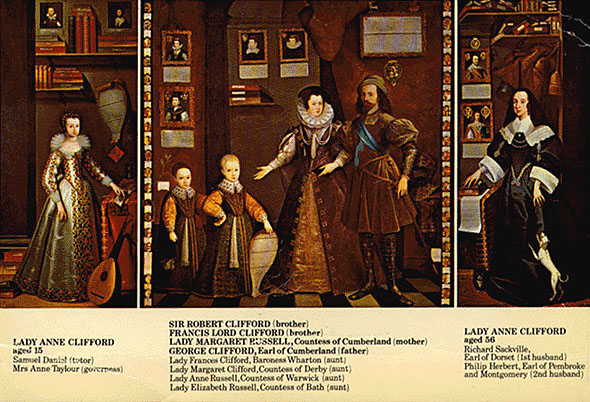
Portrait de la famille de Lady Anne Clifford ; on l'aperçoit sur les panneaux de gauche et de droite, âgée respectivement de 15 et 56 ans. Au milieu figurent ses parents, George et Margaret, ainsi que ses deux frères, morts alors qu'ils étaient encore enfants.

À la mort de George Clifford en 1605, son épouse Margaret devint comtesse douairière et entreprit des réparations au château de Brougham qui devint sa résidence préférée. Margaret s'affronta avec son beau-frère, Francis Clifford, 4e comte de Cumberland, qui revendiquait les biens de la famille, mais elle réussit à conserver le château de Brougham. Sa fille, Lady Anne Clifford, poursuivit la restauration du château et d'autres propriétés appartenant aux Clifford. Seule survivante parmi les trois enfants de Margaret, les deux autres étant morts enfants, Anne hérita des domaines Clifford après la mort de sa mère en 1616. L'héritage ne fut pas sans incident. Le comte de Cumberland fit à nouveau valoir son droit à la succession Clifford, mais le Conseil privé statua en faveur d'Anne. La solution n'était que temporaire et, en avril 1617, le roi décida que le comte de Cumberland était l'héritier légitime, et les domaines Clifford furent transmis à Francis Clifford. Plus tard la même année, Jacques 1er se rendit en Écosse et, lors de son retour, il séjourna aux châteaux de Carlisle, Brougham, et Appleby, où de coûteux banquets furent donnés en son honneur. Les festivités sont estimées à environ 1 200 £. Après cela, Brougham fut presque oublié et négligé par son propriétaire.
Francis Clifford mourut en 1641, et en 1643, la mort de son fils Roger de Clifford, laissa la lignée sans héritier mâle direct. Les domaines Clifford revinrent alors à Lady Anne. La Première Révolution anglaise éclata en 1641. Brougham était l'un des nombreux châteaux dont les garnisons étaient composées de Cavaliers dans le Cumberland et le Westmorland généralement Royalists. Sir John Lowther (en), alors commandant de la garnison, déclara qu'il prenait le contrôle du château de Brougham non pas parce qu'il était stratégiquement important, mais pour priver les Parliamentarians de l'utiliser. Alors sous le contrôle des Royalists, Lady Anne fit don du revenu de ses terres dans le but d'entretenir ses châteaux. En juin 1648, Appleby subit un siège de quatre jours avant de capituler face aux Parliamentarians, mais peu équipé en hommes, le château de Brougham céda facilement face au colonel John Lambert. Malgré la destruction volontaire (en) de nombreux châteaux du Cumberland et du Westmorland afin d'empêcher qu'ils fussent à nouveau utilisés, Brougham fut épargné, probablement en raison de sa position qui, sur le plan stratégique, n'était d'aucune importance. En 1650, Lady Anne Clifford entreprit des réparations à Appleby et Brougham. En 1653, les travaux étaient presque terminés, mais ils se poursuivirent pendant plusieurs années, le tout s'élevant à un montant estimé à 40 000 £. À cette époque, le château de Brougham n'était plus vraiment une fortification et était devenu la maison de campagne d'Anne. Elle créa un jardin sur le site de l'ancien fort romain, ce qui conduisit à la découverte de vestiges romains tels que des pièces de monnaie et trois autels. Un mur de pierre de 3,2 m fut construit autour du jardin, entourant une zone allant de la guérite jusqu'à l'extrémité sud du fort romain.

## Ruines pittoresques

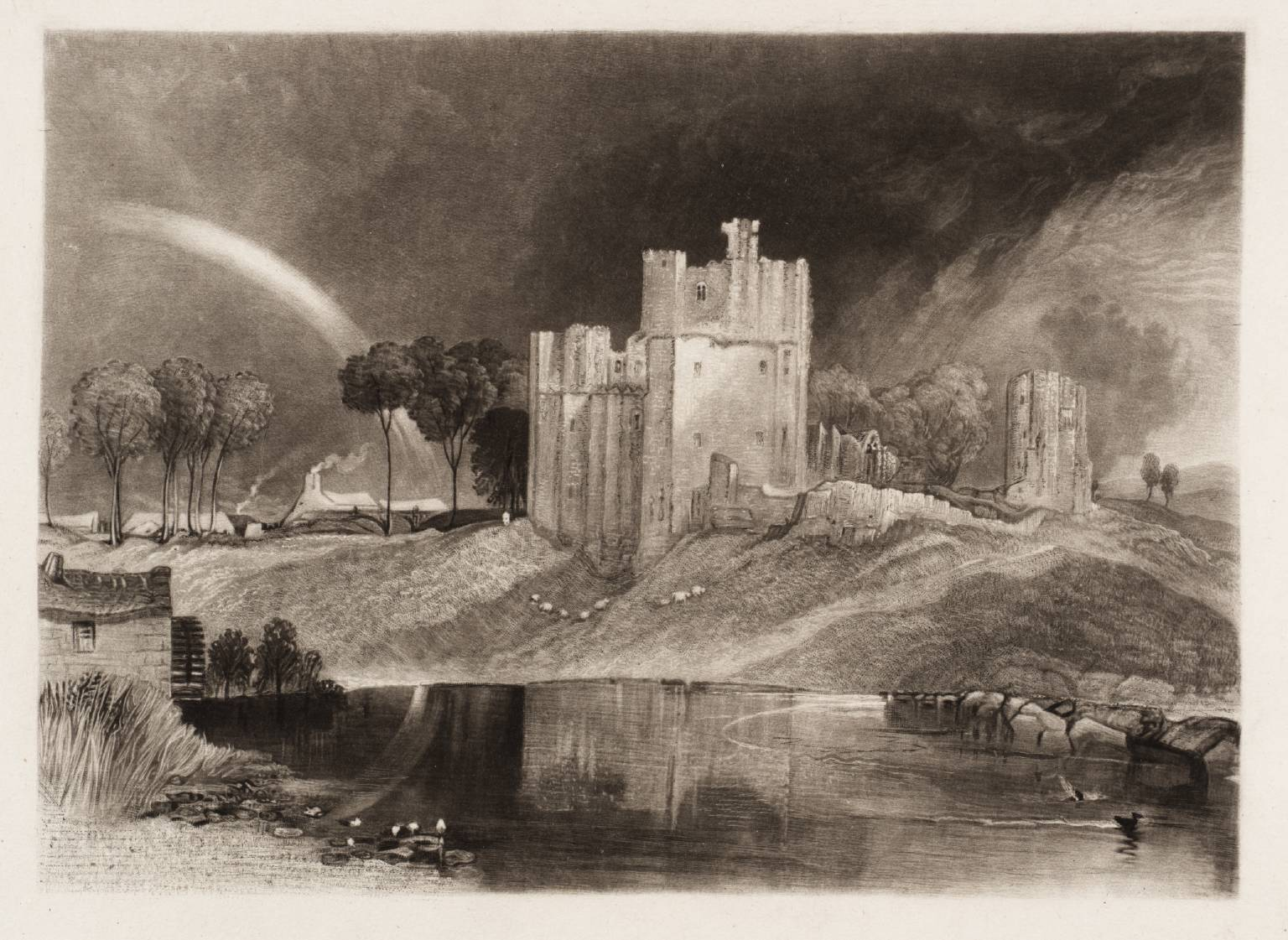
Le château de Brougham reproduit selon la manière noire de William Say, d'après l'œuvre de J. M. W. Turner, 1825.

Lady Anne Clifford mourut au château de Brougham en 1676, et ce fut son petit-fils, Nicholas Tufton, 3e comte de Thanet, qui hérita des domaines Clifford. À la mort de ce dernier, en 1679, et au cours des cinq années qui suivirent, les propriétés furent transmises à ses trois plus jeunes frères. Lorsqu'il fut dans les mains du plus jeune, Thomas Tufton, 6e comte de Thanet, le château de Brougham souffrit tout particulièrement de négligence. En 1714, il estima que le château d'Appleby était une résidence suffisante, et il vendit ce que contenait le château de Brougham pour 570 £. Une seule tour resta intacte, la Tower of League, mais en 1723, son contenu fut également vendu pour 40 £. Dans les années 1750, la seule utilisation pratique du château était de servir comme source immédiate de matériaux de construction pour le village de Brougham, qui prospéra grâce à l'investissement du comte de Thanet. En 1794, un rapport sur l'état de délabrement du château mentionnait que « la plupart des murs intérieurs ont été récemment enlevés, également, pour servir à la construction de maisons pour la ferme voisine ».
Au cours de la fin du XVIIIe siècle, le Lake District devint une attraction touristique populaire et les sensibilités du romantisme présentaient sous des couleurs séduisantes des ruines historiques tel que le château de Brougham. Dans son poème The Prelude, William Wordsworth racontait avoir exploré les ruines de Brougham avec sa sœur lorsqu'il était adolescent. Brougham inspira également un autre poème de Wordsworth intitulé Song at the Feast of Brougham Castle upon the Restoration of Lord Clifford, the Shepherd, to the Estates and Honours of his Ancestors. Le château effondré attira touristes et antiquaires comme William Gilpin et Richard Warner (en). Dans son journal, Journey to the Lake District from Cambridge 1779, William Wilberforce décrivait le château de Brougham comme une « très belle ruine ». Le peintre JMW Turner visita Brougham en 1809 et 1831, et la première fois, il produisit un croquis qui, plus tard, allait devenir le point de départ d'une aquarelle. Afin d'éviter que le château ne se détériorât davantage, Charles Tufton, 10e comte de Thanet (en), dépensa 41 £ pour réparer la structure en 1830, et son successeur, Henry Tufton, 11e comte de Thanet, entreprit d'autres réparations à la fin des années 1840, pour un montant de 421 £.
À la mort d'Henry Tufton, en 1849, le château revint aux Hothfield (en), mais son entretien devint trop coûteux pour la famille. En 1859, la guérite servit à abriter du bétail mais les visiteurs se plaignirent de l'inaccessibilité de certaines parties des ruines romanesques. Sans fonds suffisants, le déclin du château fut rapide et conséquent.
En 1915, le comité des monuments anciens (Ancient Monuments Board en anglais) déclara que le château de Brougham était un monument « dont la conservation était considérée comme étant d'une importance nationale ». Avec l'introduction de services d'autobus dans la région, le château connut un regain d'intérêt de la part du public, et à la fin des années 1920, environ 2 000 personnes le visitèrent chaque année. En 1927, le 2e baron Hothfield accorda la tutelle du château de Brougham au Bureau des Travaux, malgré le maintien de son statut de propriétaire. L'organisme répara le château au prix de 5 925 £. Dans les années 1930, 1 050 £ supplémentaires furent dépensées pour supprimer la maçonnerie ajoutée dans les années 1840.
Le château de Brougham est essentiellement tel qu'il était dans les années 1930, période à laquelle les principales réparations furent achevées. Le château est un monument classé, ce qui signifie qu'il s'agit d'un bâtiment historique d'« importance nationale » et d'un site archéologique protégé de tout changement non autorisé. En 1984, une étude concernant la structure existante fut réalisée, mais jusqu'alors, peu de recherches archéologiques avaient eu lieu au château de Brougham. Cette étude faisait partie d'une monographie sur le château, détaillant son histoire ainsi que la suppression progressive de la structure. Brougham est l'un des quelques châteaux de Cumbria, peu nombreux, à avoir subi une étude archéologique approfondie. Aujourd'hui, le château est ouvert au public, et un musée est géré par l'English Heritage qui succéda au Bureau des Travaux.

## Conception

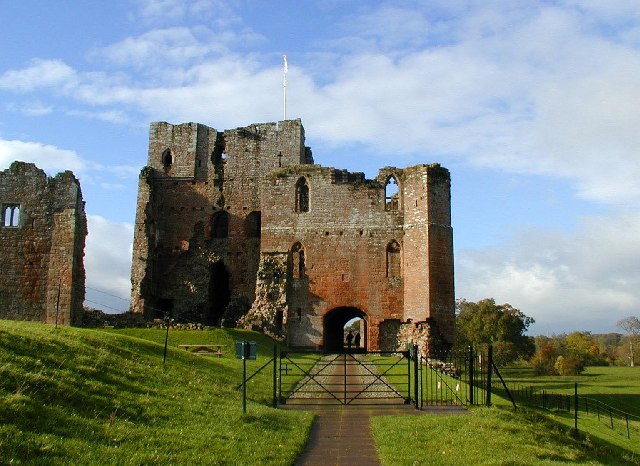
Chemin conduisant à la guérite du XIVe siècle et donjon du XIIIe siècle sur la gauche.

Le chemin conduisant au château de Brougham va d'est en ouest. Au sud, ou à gauche pour une personne s'approchant du château, se situent le terrassement du fort romain et l'emplacement du jardin datant du XVIIe siècle. Le terrain est en terrasses, et au nord, les pentes descendent vers la rivière Eamont. Un fossé longe les façades est, sud et ouest du château, avec une largeur variant de 10 à 15 mètres et une profondeur pouvant atteindre les 3,4 m. Bien que le fossé soit actuellement sec, il a probablement été rempli d'eau à l'origine. Le château est un polygone irrégulier, ayant une longueur d'environ 68 mètres sur le côté ouest, 72 mètres au sud, et une largeur de 48 mètres à l'est et 54 mètres au nord.
Pour accéder au château de Brougham, il faut traverser une double-guérite de trois étages. À l'origine, les armoiries de Roger Clifford et de son épouse étaient sculptées au-dessus de l'entrée de la guérite, mais au XIXe siècle, elles furent remplacées par l'inscription actuelle, « Thys Made Roger », par Henry Tufton, 11e comte de Thanet. Au début, l'inscription se situait au-dessus de l'entrée de la grande salle construite par Roger Clifford, 5e baron de Clifford. Érigée sur la pente inclinée donnant sur la rivière, la guérite fut construite au début du XIVe siècle par Robert de Clifford, 1er baron de Clifford. L'ensemble comporte trois éléments: les guérites intérieure et extérieure, séparées par une cour. À l'est, la guérite intérieure, toujours debout, atteint les 12,5 m de hauteur. Le passage de plain-pied traversant le bâtiment est voûté et, à l'extrémité est, se trouvait une herse. Une poterne était cachée derrière un contrefort sur la façade nord de la guérite et permettait de quitter discrètement le château. Chaque étage au-dessus du passage était composé d'une seule grande pièce et était relié au donjon, permettant de se déplacer entre les deux sans avoir à sortir. Au XVIIe siècle, Lady Anne Clifford fit du dernier étage sa chambre. Comme la guérite intérieure, le bâtiment extérieur était conçu de manière carrée, et les étages supérieurs contenaient une pièce unique chacun. Le bâtiment, situé à l'est, existe encore et atteint une hauteur de 14,5 m. En aval de la guérite extérieure se trouvait un donjon, et la salle des gardes au niveau du rez-de-chaussée sur le côté nord. Les grandes pièces dans les deux guérites auraient été utilisées comme résidences. Bien que le sommet de la guérite n'existe plus, il était autrefois doté de mâchicoulis.

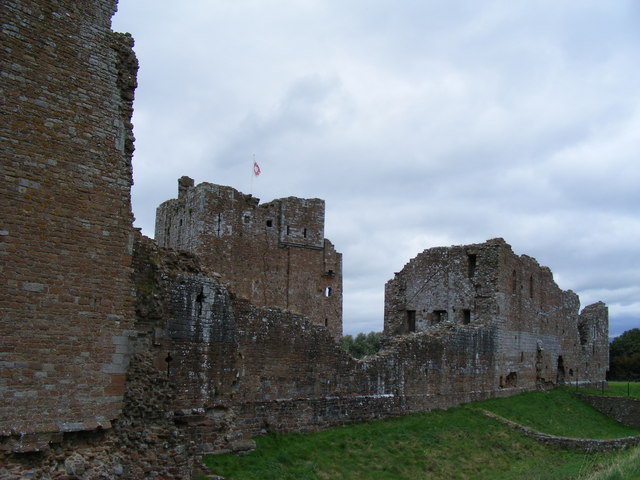
Mur extérieur du château de Brougham et donjon en arrière-plan.

Attenant à la guérite se trouve le donjon du XIIIe siècle. Dans un château, un donjon abritait les principaux logements domestiques, de statuts généralement élevés, et servait également de dernier lieu de refuge si l'enceinte située tout autour tombait lors d'un assaut. Le donjon de Brougham est carré et mesure entre 19 et 20 m de haut, bien que plus haut à l'origine. Un escalier en colimaçon situé dans le coin nord-est permettait d'accéder à chaque étage, chacun d'entre eux étant constitué d'une seule grande pièce. La garde-robe était situé dans le coin nord-ouest. On a longtemps supposé que la construction du donjon datait du dernier quart du XIIe siècle en raison de sa conception simple; sa forme carrée, l'utilisation de contreforts étroits à chaque coin, et l'entrée par un avant-corps, sont des caractéristiques correspondant aux autres donjons construits à la fin du XIIe siècle. Au XIIIe siècle, le donjon de Brougham apparaissait comme démodé par rapport aux structures polygonales introduites au même siècle. Cependant, l'historien Henry Summerson qui évalua les documents historiques relatifs au château conclut que la construction n'avait pas pu commencer avant le premier trimestre du XIIIe siècle. Les planchers en bois n'existent plus, et l'utilisation des pièces situées à l'intérieur du donjon est essentiellement conjecturale, le rez-de-chaussée est supposé avoir servi de salle de stockage, le premier étage de vestibule et d'hébergement pour les gardes, et le deuxième étage était destiné au seigneur. Un quatrième et dernier étage fut ajouté au début du XIVe siècle. L'entrée permettant d'accéder au donjon était située au premier étage, sur le côté est qui était abouté par un avant-corps. Malgré l'importance du donjon dans la structure du château, il ne reste aujourd'hui quasiment rien du bâtiment.
Au sud-est du donjon se trouvait la salle, construite par Roger Clifford à la fin du XIVe siècle pour remplacer l'ancienne. Il s'agissait d'un espace réservé à la garnison du château, gonflée par les guerres anglo-écossaises, ainsi que d'un lieu où le seigneur prenait ses repas avec les soldats. La salle avait de grandes fenêtres qui ont peut-être nui à la capacité de défense du bâtiment, mais les vantaux sont supposés avoir été dotés de grands volets en bois. L'unique cuisine du château était placée dans le coin sud-est de la fortification. Le long du mur sud se trouvaient d'autres logements, un puits, et une chapelle, cette dernière faisant partie des ajouts de Roger Clifford. Dans le coin sud-ouest du château se tenait la Tower of League, une tour construite autour de 1300 par Roger Clifford. Elle comprenait d'autres pièces pour le logement, mais permettait également aux défenseurs de tirer sur un ennemi émergeant de la guérite. Elle possédait quatre étages composés d'une pièce unique chacun. La présence d'une garde-robe et d'une cheminée à chaque étage suggèrent que la tour était réservée aux visiteurs de statut élevé. Le plan carré de la tour est typique de ces structures construites dans le Nord de l'Angleterre à cette époque, comme on le voit dans les châteaux tels que celui de Warkworth et d'Egremont, et contraste avec les tours rondes préférées dans le sud.

## Source
- (en) Cet article est partiellement ou en totalité issu de l’article de Wikipédia en anglais intitulé « Brougham Castle » (voir la liste des auteurs).